# The Drums Are Back
the Drums are Back è il quarto album solista del batterista britannico Cozy Powell, pubblicato dalla Polydor nel 1992.

## Tracce
1. The Drums Are Back – 3:55
2. Ride to Win – 3:45
3. I Wanna Hear You Shout – 3:38
4. Light In The Sky – 6:04
5. Battle Hymn – 3:55
6. Legend Of The Glass Mountain – 5:05
7. Cryin – 4:32
8. Classical Gas – 3:51
9. The Rocket – 3:35

## Formazione
- Gerry Lane - voce
- Steve Makin - chitarra
- Neil Murray - basso
- John Sinclair - tastiere
- Cozy Powell - batteria